# Johann Joseph Achermann (Politiker)
Johann Joseph Achermann (≈ 24. September 1769 in Buochs; † 14. April 1834 ebenda) war ein Schweizer Politiker. Von 1816 bis 1834 gehörte er dem Regierungsrat des Kantons Nidwalden an.

## Leben
Er war der Sohn von Johann Wolfgang Achermann und Katharina Barbara Achermann. Er wurde wie sein Vater Landwirt (auf der Oeltrotte).
Seine politische Karriere auf lokaler Ebene begann mit dem Einzug in den Kirchenrat, dessen Vorsteher (Kirchmeier) er wurde. Er wurde politisch auch auf kantonaler Ebene tätig. Erst war er Ratsherr und dann zwischen 1816 und 1834 Regierungsrat. In derselben Zeit wie im Amt als Regierungsrat war er Obervogt.
Achermann heiratete 1794 Anna Maria Wyrsch. Aus dieser Ehe stammen je sechs Söhne und Töchter. Nach dem Tod seiner Gattin heiratete er 1817 erneut. Mit seiner zweiten Frau Franziska Bünter hatte er weitere sechs Kinder (je drei Söhne und Töchter).